# 지식 네트워크 시스템
지식 네트워크 시스템은 필요한 지식이 기업 내 전문가들의 머릿속에 있는 암묵지 일 때 발생하는 문제를 해결한다. 지식네트워크 시스템은 잘 정의된 지식영역에서 기업전문가의 온라인 디렉터리를 제공하고, 직원들이 원하는 분야의 기업 내 전문가를 찾기 쉽도록 커뮤니케이션 기술을 활용한다. 전문가가 개발한 해결책을 최우량 사례(best practice)나 FAQ로 지식베이스에 저장함으로써 다른 사람들이 활용할 수 있도록 지원한다.

## 같이 보기
- 지식경영